# دیک کوی
دیک کوی (انگلیسی: Dick Kooy؛ زادهٔ ۳ دسامبر ۱۹۸۷) بازیکن والیبال اهل هلند است.